# Petrorhagia pamphylica
Petrorhagia pamphylica är en nejlikväxtart som först beskrevs av Pierre Edmond Boissier och Bal., och fick sitt nu gällande namn av Peter William Ball och Heywood. Petrorhagia pamphylica ingår i släktet klippnejlikor, och familjen nejlikväxter. Inga underarter finns listade i Catalogue of Life.